# Seleção Escocesa de Futebol Feminino
A Seleção Escocesa de Futebol Feminino representa a Escócia no futebol feminino internacional. Nunca participou do torneio final do Campeonato Europeu de Futebol Feminino.Na Copa do Mundo de Futebol Feminino, a sua estréia na Copa do Mundo de Futebol Feminino foi na edição de 2019, na França.